# Command & Conquer (igra)
Command & Conquer (također poznata kao Command & Conquer: Tiberian Dawn) strateška je videoigra u stvarnom vremenu iz 1995. koju je razvio Westwood Studios, a objavio Virgin Interactive. Njezina je radnja smještena u alternativnu povijest, a govori o svjetskom ratu dviju globalnih frakcija: Globalne obrambene inicijative Ujedinjenih naroda i kultne militantne organizacije nazvane Bratstvo Noda koju predvodi tajanstveni Kane. Skupine se natječu za kontrolu tiberija, tajanstvene tvari koja se polako širi svijetom.
Westwood je osmislio Command & Conquer tijekom posljednje faze razvoja videoigre Dune II, pa je tako i utemeljen na toj videoigri. Međutim, budući da je Westwood bio nadahnut tadašnjim svjetskim događajima, a naročito Zaljevskim ratom, videoigri je odlučio dati moderno okruženje. Sadrži isječke FMV-a u kojima glume zaposlenici Westwooda i jedan profesionalni glumac, Joseph D. Kucan, koji glumi Kanea. Looking Glass Studios razvio je port za Nintendo 64.
Command & Conquer postigao je komercijalni i kritički uspjeh, a prodan je u više od tri milijuna primjeraka. Osvojio je brojne nagrade i smatra se naslovom koji je definirao i popularizirao žanr strategije u stvarnom vremenu. Igra je bila prva u serijalu Command & Conquer, koji je do 2009. prodan u 30 milijuna primjeraka. Electronic Arts, trenutačni izdavač i vlasnik serijala, povodom 12. godišnjice videoigre besplatno ju je objavio 2007.

## Koncept igre
U Command & Conqueru sudjeluju igrači koji se nalaze u ulozi jedne od dvije frakcije na karti – kao Globalna obrambena inicijativa (GDI) i Bratstvo Noda. Zadatak im je izgraditi bazu, prikupiti resurse i upotrijebiti ih za stvaranje trupa, nakon čega mogu uništiti protivničku vojsku ili uništiti i zauzeti njihovu bazu. Osnovna obuka jedinica i stvaranje postrojenja financiraju se tiberijem, jedinim resursom u igri, koji se prikuplja korištenjem rudarskih jedinica i preradom u rafinerijama. Svaka frakcija ima svoj tip jedinica, vlastito superoružje i vlastitu borbenu strategiju: GDI se oslanja na strateške napade velikih razmjera sa skupim, ali čvrstim i moćnim jedinicama, a Nod se oslanja na veće vojske i koristi se nekonvencionalnom, gerilskom taktikom s jeftinim i neobičnim jedinicama.
Za stvaranje jedinica potrebno je uspostaviti bazu korištenjem posebne jedinice koja se naziva mobilno građevinsko vozilo (MCV); MCV se može postaviti samo na otvorenom ravnom zemljištu, a građevine moraju biti smještene u neposrednoj blizini. Baze se mogu zaštititi obrambenim strukturama, a jedinice nastaju u proizvodnim strukturama (tj. vojarnama za pješaštvo), dok tehničke zgrade pomažu u otključavanju naprednijih jedinica; mogućnosti gradnje ovise o opcijama navedenim na tehnološkom drvetu, tako da određene zgrade moraju biti izgrađene kako bi se otključale nove mogućnosti. Silosi se mogu graditi za skladištenje više resursa jer rafinerijske strukture imaju ograničen prostor za pohranu. Mogu se graditi i zgrade za popravak oštećenih vozila, a potrebne su i elektrane da bi baza mogla raditi – manjak energije usporava stvaranje jedinice i gasi obrambena oružja. Igra ukupno sadrži pedesetak jedinica i struktura.
Command & Conquer sadrži dvije kampanje za jednog igrača, po jednu za svaku frakciju; igrač mora izvršiti niz misija na karti kampanje za odabranu frakciju. Cilj većine misija obično je uništavanje jedinica odnosno uništavanje neprijateljskih zgrada / preuzimanje nadzora nad njima, pri čemu svaka misija započinje kratkim izvještajem oblikovanim kombinacijom računalnih animacija i videozapisa (FMV). Ponekad tijekom kampanje igrač može odabrati misiju po želji, pa tako i različite scenarije. 
Na izvornom izdanju za DOS moglo je igrati i do četiri igrača, što je u to vrijeme bila rijetkost, a u inačici Command & Conquer Gold omogućena je i igra s više igrača preko interneta s grafikom SVGA. Inačicama za konzole Sega Saturn i PlayStation nedostaje podrška za više igrača, premda je u inačicu za potonju konzolu uvršteno i petnaest dodatnih misija za jednog igrača iz proširenja The Covert Operations. Inačica za Nintendo 64, iako joj također nedostaje podrška za više igrača, sadrži ažuriranu grafiku s 3D modelima i okruženjima, kao i četiri nove misije "Special Ops". Međutim, videozapisi u FMV-u uklonjeni su i zamijenjeni statičnim slikama, a prate ih glasovna gluma i zvučni efekti.

## Radnja
Radnja Command & Conquera odvija se u alternativnom vremenu i počinje padom meteorita u blizini rijeke Tiber u Italiji 1990-ih. Meteorit sa sobom donosi izvanzemaljsku supstancu koju znanstvenici po mjestu udara imenuju tiberij; može apsorbirati i kristalizirati plemenite metale iz okolnog tla, ali i izmijeniti svoju okolinu i stvarati izuzetno otrovne plinove i zračenje koje je fatalno za organski život. Drevno i kultno tajno društvo zvano Bratstvo Noda, koje tvrdi da je predvidjelo potencijal tiberija prema učenju samoprozvanoga mesije Kanea, ulaže u razvoj tehnologije za sakupljanje i pročišćavanje tiberija prije nego što to započnu znanstvenici i rabi dobivene resurse za regrutiranje vojske sljedbenika širom svijeta.
Do 1995. tiberij se širi cijelim planetom, a kako je Nod imao kontrolu nad gotovo polovicom svjetske količine tiberija koji nezaustavljivo raste, počeo je provoditi terorističke kampanje u bogatim zemljama i uspostavljati uporišta u siromašnijim zemljama. Kako bi se suprotstavilo Nodu koji smatraju prijetnjom, Vijeće sigurnosti Ujedinjenih naroda odobrava prijedlog zakona o osnivanju multinacionalne vojne radne skupine pod nazivom Globalna obrambena inicijativa (GDI), čija je specifična zadaća boriti se protiv Noda širom svijeta. Sukob između dviju strana na kraju kulminira svjetskim ratom koji traje do 1996.; Kane je usredotočen na operacije u Africi, dok GDI provodi vojne operacije u Europi kako bi stabilizirao regiju.

### Kampanja GDI-ja
Dok UN poziva GDI da pomogne u borbi protiv Noda u Europi, igrač se uključuje kao jedan od zapovjednika GDI-ja pod zapovjedništvom generala Marka Jamisona Shepparda. Nakon uspostavljanja baza na teritoriju Noda u istočnoj Europi GDI se usredotočuje na kontrolu Poljske i Bjelorusije i uklanjanja Nodovih trupa iz okupiranih zemalja u Njemačkoj. Međutim, Kane se služi medijskom manipulacijom kako bi uvjerio svijet da je GDI namjerno napao i masakrirao građane poljskog grada Białystok. Iako Sheppard negira umiješanost GDI-ja, UN smanjuje financiranje vojne opreme i tako prisiljava GDI da pokrene obrambene operacije protiv naglog naleta Nodovih napada, što obuhvaća i zaštitu baza i vodećeg znanstvenika na polju tiberija, dr. Ignacija Mobiusa. Međutim, Nod se ubrzo pronađe u defenzivi nakon što se otkrije da je to bila varka koju su osmislili Sheppard i UN kako bi ga namamili u zamku i uvjerili da je siguran, a nova financijska sredstva dopuštaju GDI-ju da u borbi počne koristiti nove i naprednije vojne jedinice u borbi. Na kraju kampanje GDI otkriva Kaneovu glavnu bazu operacije – nalazila se u kompleksu nazvanom Nodov hram u Sarajevu – a Solomon snagama GDI-ja naređuje da krenu u konačni napad. Nakon kratke i krvave borbe GDI uništava hram novim superoružjem, svemirskim ionskim topom (Ion Cannon) i time okončava sukob. Kampanja GDI-ja kanonska je i radnja iduće igre nastavlja se na nju.

### Kampanja Noda
Budući da je Nod uključen u globalni rat širom svijeta, Kane zapovijeda svojim snagama da osiguraju teritorij u Africi, a njegov zamjenik Seth igrača, regruta, zatraži da pomogne u operacijama Bratstva. Nakon uspješne izvedbe operacija u sjevernoj Africi korištenjem konvencionalnog i nekonvencionalnog ratovanja, uništavanja GDI-jevih meta, uklanjanjem zapovjednika i osiguravanjem niza kodova za nuklearne rakete, Seth postaje ljubomoran na novoga zapovjednika te ga pokušava poslati u samoubilački napad na vojsku Sjedinjenih Država i Pentagon, ali ga Kane likvidira prije nego što uspije naum provesti u djelo. Nakon smirivanja kaosa koji je Seth stvorio i suzbijanja GDI-jevih pokušaja ponovne kontrole nad sjevernom Afrikom, Kane navodi igrača da rukovodi osvajanjem ostatka kontinenta, koje na kraju kulminira uspostavom Hrama Noda u Južnoj Africi i kontrolom GDI-jevog superoružja, satelitskog ionskog topa. Uz osiguran satelit Kane proglašava pobjedu u Africi i planira učiniti isto u Europi, pa dopušta igraču da topom uništi jedno od četiri povijesna obilježja – Bijelu kuću, britanski dom Parlamenta, Eiffelov toranj ili Brandenburška vrata – i tako naruši GDI-jevu reputaciju.

## Ostavština
Command & Conquer iznjedrio je istoimeni serijal koji je do studenog 2009. prodan u ukupno 30 milijuna primjeraka. Priča igre nastavila se u tiberijskoj seriji, a u njoj se nalazi i Command & Conquer: Renegade, čija se radnja odvija u posljednjim danima Prvog tiberijskog rata izvorne igre. Godine 1996. Westwood je pokrenuo serijal prednastavaka Red Alert koji govori o globalnom sukobu između Zapadnih država i Sovjetskog Saveza koji se dogodio umjesto Drugog svjetskog rata.
Igra je također imala veliki utjecaj na cjelokupni žanr strategije u stvarnom vremenu. Godine 1996. World Gaming World svrstao je Command & Conquer u 48. najbolju igru svih vremena i izjavio da je, iako joj "dizajn nije cjelovit kao u Warcraftu II", igra postavila "novi standard za sjajnu igru za više igrača". Iste godine Next Generation ju je proglasio 49. najboljom igrom svih vremena. CVG-ov Mallinson napisao je 2002. da su "stotine drugih strateških igara", od StarCrafta do Age of Empires posudile koncepte iz Command & Conquera i da "žanr strategije u stvarnom vremenu i dalje napreduje, a to je sve zbog Command & Conquera". Bruce Geryk iz GameSpota komentirao je da je "naziv [Command & Conquer] gotovo sinonim za igre strategije u stvarnom vremenu"; GameSpyjev Mark Walker napisao je da su "Warcraft i Dune II bili samo zagrijavanje" za Command & Conquer, koji je "posve otvorio vrata žanra"; dodao je i da je najviše zaslužan za popularizaciju strateških igara u stvarnom vremenu nakon objave. Dan Adams iz IGN-a napisao je da je igra s Warcraftom: Orcs & Humans "učvrstila popularnost" žanra strategija u stvarnom vremenu nakon Dune II. Poljski mrežni portal Wirtualna Polska nazvao ga je sedmom zaraznom igrom "koja nam je ukrala djetinjstvo".